# Classic ROCK 70's
『Classic ROCK 70's』（クラシック ロック セブンティーズ）は、エフエム世田谷およびミュージックバードで放送されていたラジオ番組。

## 概要
1970年代当時の全米と日本のランキングを照らし合わせ、当時のロック事情を探りながら、日本国内民放AM4局と全米の洋楽ランキングを集計したものから、司会の大滝が集計した70年代の洋楽ランキングを元に音楽を紹介していく洋楽専門の音楽番組。
2016年1月から番組タイトルが『Classic Rock 60's ＆ 70's』に変わり、1960年代と1970年代の独自ランキングを紹介する番組となった。2016年4月からは『Classic ROCK 70's』に再びタイトルを変更。2019年6月末に番組終了がブログで発表された。発表に際し、ブログでリスナー・関係者への感謝の言葉と、放送終了までのスケジュールが掲載された。
最終回は、大滝による1960年代と1970年代を合わせた、独自のヒットチャートから10位を発表した。

## 番組のコーナー
浅倉マリナのタイトルコールから放送がスタートする
- オープニングナンバー

70年代の洋楽ロックシンガーを1曲流した後、大滝が曲について紹介する。
- クラシックロックランキング70's　パート1（前半）

40～20位のランキングはブログで確認することを告知。21位以下に紹介する曲が無い場合、まず先に20位から11位までの曲を最下位から紹介する。その中から、大滝が選んだ70年代の洋楽ロックアーティストの順位と歌手名、曲名（3曲程度）、それにまつわるエピソードを語り、曲は連続で各曲まとめて流す。
- メッセージ（不定期）

番組に投稿されたメールを紹介する。
- ミニ特集（不定期）

70年代にまつわる一組の洋楽ロックシンガーを毎回大滝が選び、歌手の曲を紹介して曲を流す。
※大滝のブログでは、ランキングの下に掲載されている。
- クラシックロックランキング70's 　パート2（後半）

11位～1位のランキングを紹介する。紹介順などは前半と同様。最後に、紹介した時期の歌手についてコメントし、終了する。
番組の最後は、次週のランキングの年代を発表する。次回に特集が組まれている場合は、取り上げるシンガー、もしくはジャンルを告知する。
- ロック特集

ある特定の歌手をピックアップして曲を紹介するとともに、大滝がその洋楽の歌手の当時の全米ランキングと日本ランキングを比較。また、曲名に対して起こった現象と共に紹介する。特集の回は大滝による70年代のロックのランキングや紹介は休止となっている。

## パーソナリティ
- 大滝駿典
- 浅倉マリナ（タイトルコール・コーナーのジングル・お便りの宛先をアナウンス。本人の出演は無し）